# Mesoleptobasis cantralli
Mesoleptobasis cantralli – gatunek ważki z rodziny łątkowatych (Coenagrionidae). Występuje na terenie Ameryki Południowej; stwierdzony w Kolumbii (w departamencie Vichada) oraz w Brazylii (w stanach Amazonas i Rondônia).